# AGOVV in het seizoen 1960/61
Het seizoen 1960/1961 was het zevende jaar in het bestaan van de Apeldoornse betaaldvoetbalclub AGOVV. De club kwam uit in de Eerste divisie en eindigde daarin op de 16e plaats. Tevens deed de club mee aan het toernooi om de KNVB beker, hierin werd in de eerste ronde verloren van Heracles (1–3).

## Wedstrijdstatistieken

### Eerste divisie A
|       | BVV   | D.F.C. | EDO   | Enschedese Boys | Fortuna | Helmondia '55 | Hermes DVS | HVC   | KFC   | Leeuwarden | Limburgia | RBC   | Stormvogels | Veendam | Vitesse | Volendam | De Volewijckers |
| ----- | ----- | ------ | ----- | --------------- | ------- | ------------- | ---------- | ----- | ----- | ---------- | --------- | ----- | ----------- | ------- | ------- | -------- | --------------- |
| Thuis | 2 – 1 | 1 – 1  | 3 – 4 | 2 – 3           | 3 – 1   | 5 – 2         | 1 – 2      | 2 – 2 | 3 – 2 | 1 – 2      | 6 – 2     | 3 – 3 | 2 – 2       | 2 – 2   | 3 – 2   | 1 – 2    | 2 – 3           |
| Uit   | 1 – 2 | 3 – 0  | 2 – 1 | 1 – 1           | 2 – 1   | 3 – 3         | 2 – 0      | 1 – 3 | 4 – 3 | 6 – 4      | 3 – 0     | 4 – 1 | 2 – 4       | 3 – 3   | 4 – 1   | 1 – 1    | 3 – 0           |

### KNVB beker
| Groepsfase                                     | N.E.C.                                                            | 1 – 1 (0 – 0) | AGOVV                                        |
| 17 augustus 1960 Plaats: Apeldoorn Berg & Bos  | Tini van Reeken 55'                                               |               | 65' Joop Hartjes                             |
| Groepsfase                                     | AGOVV                                                             | 2 – 2 (2 – 0) | Elinkwijk                                    |
| 18 september 1960 Plaats: Apeldoorn Berg & Bos | Wim Bakker 5' Joop Hartjes 40'                                    |               | 62', 77' Chris Oomen                         |
| Groepsfase                                     | Velox                                                             | 4 – 4 (1 – 2) | AGOVV                                        |
| 30 oktober 1960 Plaats: Apeldoorn Berg & Bos   | Leen Morelisse 30' Wim Adelaar 55', 88' Ben Aarts 65'             |               | –', 72' Messac Titaley –', 75' Freek Kraijer |
| Groepsfase                                     | AGOVV                                                             | 6 – 0 (2 – 0) | Wageningen                                   |
| 12 februari 1961 Plaats: Apeldoorn Berg & Bos  | Sietze de Vries 1', 64' Freek Kraijer –', 86' Dick Faber 75', 81' |               |                                              |
| 1e ronde                                       | AGOVV                                                             | 3 – 1 (2 – 1) | AGOVV                                        |
| 1 mei 1961 Plaats: Almelo Bornsestraat         | Herman Vrielink 17', –' Roel Greving 75'                          |               | 20' Dick Faber                               |

## Statistieken AGOVV 1960/1961

### Eindstand AGOVV in de Nederlandse Eerste divisie A 1960 / 1961
| Stand | Gespeeld | Gewonnen | Gelijk | Verloren | Punten | Doelpunten voor | Doelpunten tegen |
| ----- | -------- | -------- | ------ | -------- | ------ | --------------- | ---------------- |
| 16e   | 34       | 9        | 9      | 16       | 27     | 70              | 81               |

### Topscorers
| #                    | Naam             | Goal |
| -------------------- | ---------------- | ---- |
| 1.                   | Freek Kraijer    | 26   |
| 2.                   | Joop Hartjes     | 13   |
| 3.                   | Wim Bakker       | 7    |
| 3.                   | Dick Faber       | 7    |
| 3.                   | Sietze de Vries  | 7    |
| 6.                   | Wim van der Gaag | 3    |
| 7.                   | Henk Kanselaar   | 2    |
| 7.                   | Messac Titaley   | 2    |
| 9.                   | Kees Nijdeken    | 1    |
| Onbekende doelpunten |                  |      |
| –                    | Onbekend         | 2    |
| Totaal               | Totaal           | 70   |

| #      | Naam            | Goal |
| ------ | --------------- | ---- |
| 1.     | Freek Kraijer   | 4    |
| 2.     | Dick Faber      | 2    |
| 2.     | Joop Hartjes    | 2    |
| 2.     | Messac Titaley  | 2    |
| 2.     | Sietze de Vries | 2    |
| 6.     | Wim Bakker      | 1    |
| Totaal | Totaal          | '    |